# Place Khachatur Abovyan
La place Khachatur Abovyan (en arménien : Խաչատուր Աբովյանի Պուրակ Khachatur Abovyani Purak), est une place d'Erevan, en Arménie.

## Situation et accès
Elle est située dans un parc dans le district Kentron, au nord de la rue Abovyan. Il constitue le point de départ de la rue Abovyan. 

## Origine du nom
Le parc porte le nom du célèbre écrivain arménien du XIXe siècle, Khachatour Abovian.

## Historique
Le parc a été ouvert en 1950.
En 2018, le centre culturel et musée Hrant Matevosyan a été construit dans le parc.

## Bâtiments remarquables et lieux de mémoire
- L'Université d'État de médecine d'Erevan (en) est située à la limite sud du parc.
- Il possède un jardin de forme ronde centré sur la statue de Khachatur Abovyan.